# Hannah Bronfman
Hannah Bronfman (New York, 26 ottobre 1987) è una modella e imprenditrice statunitense.
È la cofondatrice di Beautified, un'applicazione mobile per trattamenti di bellezza. Bronfman è anche un'investitrice in diversi ristoranti, tra cui hotel Griffou e Acme.

## Carriera
Nel 2012, Bronfman ha cofondato Beautified, un'applicazione mobile che permette agli utenti servizi di bellezza. L'applicazione inizialmente ne usufruiva solo New York, ma nell'agosto 2014 è stata aperta anche a Los Angeles e San Francisco.

## Vita privata
I genitori di Bronfman sono ex amministratori delegati di Warner Music Group. Suo fratello Benjamin Bronfman è un imprenditore e musicista. Il suo ragazzo è Brendan Fallis.
Sua madre è afroamericana e suo padre è ebreo canadese.
Si è laureata presso il Bard College nel dicembre 2010 con una laurea in scultura.

## Filmografia
- Grand Street (2014)
- American Milkshake (2013)